# Witold Starecki
Witold Starecki (ur. 26 stycznia 1947 w Bytomiu, zm. 15 lipca 2011 w Londynie) – polski reżyser i scenarzysta filmowy, twórca filmów dokumentalnych i krótkometrażowych, absolwent Wydziału Reżyserii PWSFTviT w Łodzi.

## Filmografia
- 1972: W Kolejce Po Szczęście - Etiuda szkolna
- 1972: Cicha Noc - Etiuda szkolna
- 1975: Muzeum
- 1975: Mnich
- 1975: Lunatyk
- 1975: Kosmonauta
- 1975: Kopciuszek
- 1975: Dżentelmeni
- 1976: Młodzież A Świadomość
- 1976: Spokojny dzień
- 1979: Polam
- 1980: Pragnienie
- 1980: Między Wierszami - Spektakl telewizyjny
- 1980: Jazda Obowiązkowa
- 1981: Hokus Pokus
- 1981: Festiwal Piosenki Zakazanej
- 1982: Droga Do Sąsiada - Film animowany
- 1982: Pajęczyna - Film fabularny

## Obsada aktorska
- 1972: W Trzeciej Osobie
- 1973: Brzydkie Kaczątko
- 1977: Rebus
- 1982: Choinka strachu